# Наперегонки со временем (фильм, 1990)
Наперегонки со временем (англ. Running Against Time!) — американский телефильм 1990 года в жанре научная-фантастика снятый режиссёром Брюсом Сет Грином. Сценарий написан Стэнли Шапиро и Робертом Гласс. В главных ролях — Роберт Хейз, Кэтрин Хикс и Сэм Уонамейкер. Фильм снят по книге Стэнли Шапиро изданной в 1986 году — «A Time to Remember». Последняя киноработа Шапиро. Трансляция состоялась 21 ноября 1990 года в USA Network.

## Сюжет
Фильм рассказывает о профессоре, ставшим путешественником во времени в попытке предотвратить убийство Джона Кеннеди, но спасти жизнь своего старшего брата погибшего во Вьетнамской войне.

## Актёрский состав
- Роберт Хейз — Дэвид Родс
- Кэтрин Хикс — Лаура Уиттакер
- Сэм Уонамейкер — Хендрик Купман
- Уэйн Типпит[англ.] — Лэндри, агент ФБР
- Джеймс Дистефано — Ли Харви Освальд
- Пол Шеррер — Крис Родс
- Брайан Смиар — президент Линдон Джонсон
- Милт Тэрвер — Клеменс, агент ФБР
- Расс Марин[англ.] — доктор Криса
- Джули Ариола — миссис Родс
- Дункан Гэмбл — мистер Родс
- Дэмион Стивенс — молодой Дэвид
- Майкл Уэли[англ.] — охранник

## Восприятие
Критик Кен Такер в статье написанной для журнала Entertainment Weekly назвал фильм «одновременно торжественным и сумасбродным», но «не без шарма». Газета Los Angeles Times сравнила этот фильм с akmvfvb Назад в будущее.
Несколько лет спустя, критики отметили сходства и различия с другой художественной книгой, написанная Стивеном Кингом и мини-сериалом снятым по одноимённой книге на тему спасения Кеннеди.

## См.также
- Убийство Джона Ф. Кеннеди в популярной культуре[англ.]